# Velotte-et-Tatignécourt
Pour les articles homonymes, voir Velotte.
Velotte-et-Tatignécourt est une commune française située dans le département des Vosges, en région Grand Est.
Ses habitants sont appelés les Velottois.

## Géographie
La commune de Velotte et Tatignécourt se situe au Centre Ouest du département des Vosges au sein de la région naturelle du "plateau Lorrain".

### Localisation
| Mattaincourt        | Vroville                | Ahéville  |
| Hymont              | Velotte-et-Tatagnécourt | Racécourt |
| Valleroy-aux-Saules | Maroncourt              | Dompaire  |

### Géologie et relief
La commune se compose de 413,65 hectares de territoires agricoles (76,60 %), 34,04 % de territoires artificialisés (6,30 %), et 92,13 hectares de forêts et milieux semi-naturels (17,06 %).
Espaces naturels :
- Deux zones naturelles d'intérêt écologique, faunistique et floristique (Znieff) :

Forêt du Grand bois à Dompaire.
Vergers de Mireourt.

### Hydrographie et les eaux souterraines
Hydrogéologie et climatologie : Système d’information pour la gestion des eaux souterraines du bassin Rhin-Meuse :
:: Territoire communal : Occupation du sol (Corinne Land Cover); Cours d'eau (BD Carthage),
Géologie : Carte géologique; Coupes géologiques et techniques,
 Hydrogéologie : Masses d'eau souterraine; BD Lisa; Cartes piézométriques.

#### Réseau hydrographique
La commune est située dans le bassin versant du Rhin au sein du bassin Rhin-Meuse. Elle est drainée par le Madon et la ruisseau la Gitte,.
Le Madon, d'une longueur totale de 96,9 km, prend sa source dans la commune de Vioménil et se jette dans la Moselle à Pont-Saint-Vincent, après avoir traversé 47 communes.

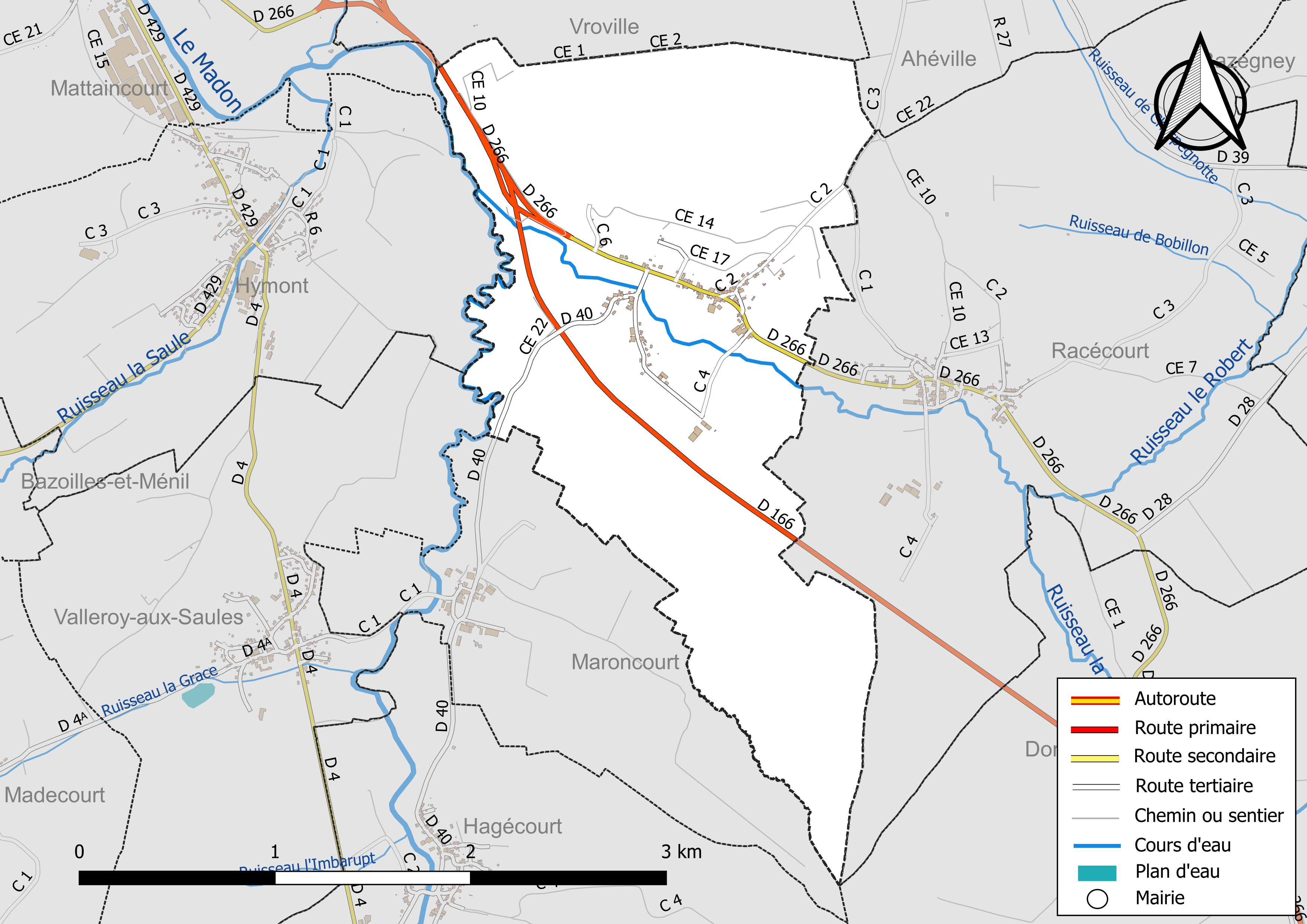
Réseaux hydrographique et routier de Velotte-et-Tatignécourt.

La Gitte, d'une longueur totale de 22,2 km, prend sa source dans la commune de Harol et se jette dans le Madon sur la commune, après avoir traversé neuf communes.

#### Gestion et qualité des eaux
Le territoire communal est couvert par le schéma d'aménagement et de gestion des eaux (SAGE) « Nappe des Grès du Trias Inférieur ». Ce document de planification, dont le territoire comprend le périmètre de la zone de répartition des eaux de la nappe des Grès du trias inférieur (GTI), d'une superficie de 1 497 km2,  est en cours d'élaboration. L’objectif poursuivi est de stabiliser les niveaux piézométriques de la nappe des GTI et atteindre l'équilibre entre les prélèvements et la capacité de recharge de la nappe. Il doit être cohérent avec les objectifs de qualité définis dans les SDAGE Rhin-Meuse et Rhône-Méditerranée. La structure porteuse de l'élaboration et de la mise en œuvre est le conseil départemental des Vosges.
La qualité des cours d’eau peut être consultée sur un site dédié géré par les agences de l’eau et l’Agence française pour la biodiversité. 

### Climat
Pour des articles plus généraux, voir Climat du Grand Est et Climat des Vosges.
En 2010, le climat de la commune est de type climat des marges montargnardes, selon une étude du Centre national de la recherche scientifique s'appuyant sur une série de données couvrant la période 1971-2000. En 2020, Météo-France publie une typologie des climats de la France métropolitaine dans laquelle la commune est exposée à un climat semi-continental et est dans la région climatique  Lorraine, plateau de Langres, Morvan, caractérisée par un hiver rude (1,5 °C), des vents modérés et des brouillards fréquents en automne et hiver. 
Pour la période 1971-2000, la température annuelle moyenne est de 9,7 °C, avec une amplitude thermique annuelle de 16,9 °C. Le cumul annuel moyen de précipitations est de 996 mm, avec 12,9 jours de précipitations en janvier et 10,1 jours en juillet. Pour la période 1991-2020, la température moyenne annuelle observée sur la station météorologique de Météo-France la plus proche, « Mirecourt-inra », sur la commune de Mirecourt à 5 km à vol d'oiseau, est de 10,4 °C et le cumul annuel moyen de précipitations est de 824,3 mm. 
La température maximale relevée sur cette station est de 39,5 °C, atteinte le 25 juillet 2019 ; la température minimale est de −19,5 °C, atteinte le 20 décembre 2009,,. 
Les paramètres climatiques de la commune ont été estimés pour le milieu du siècle (2041-2070) selon différents scénarios d'émission de gaz à effet de serre à partir des nouvelles projections climatiques de référence DRIAS-2020. Ils sont consultables sur un site dédié publié par Météo-France en novembre 2022.

## Urbanisme

### Typologie
Au 1er janvier 2024, Velotte-et-Tatignécourt est catégorisée commune rurale à habitat dispersé, selon la nouvelle grille communale de densité à sept niveaux définie par l'Insee en 2022.
Elle est située hors unité urbaine. Par ailleurs la commune fait partie de l'aire d'attraction de Mirecourt, dont elle est une commune de la couronne,. Cette aire, qui regroupe 33 communes, est catégorisée dans les aires de moins de 50 000 habitants,.

### Occupation des sols
L'occupation des sols de la commune, telle qu'elle ressort de la base de données européenne d’occupation biophysique des sols Corine Land Cover (CLC), est marquée par l'importance des territoires agricoles (76,4 % en 2018), en diminution par rapport à 1990 (82,7 %). La répartition détaillée en 2018 est la suivante : 
terres arables (33,7 %), prairies (23,3 %), zones agricoles hétérogènes (19,4 %), forêts (17,3 %), zones urbanisées (6,3 %). L'évolution de l’occupation des sols de la commune et de ses infrastructures peut être observée sur les différentes représentations cartographiques du territoire : la carte de Cassini (XVIIIe siècle), la carte d'état-major (1820-1866) et les cartes ou photos aériennes de l'IGN pour la période actuelle (1950 à aujourd'hui).

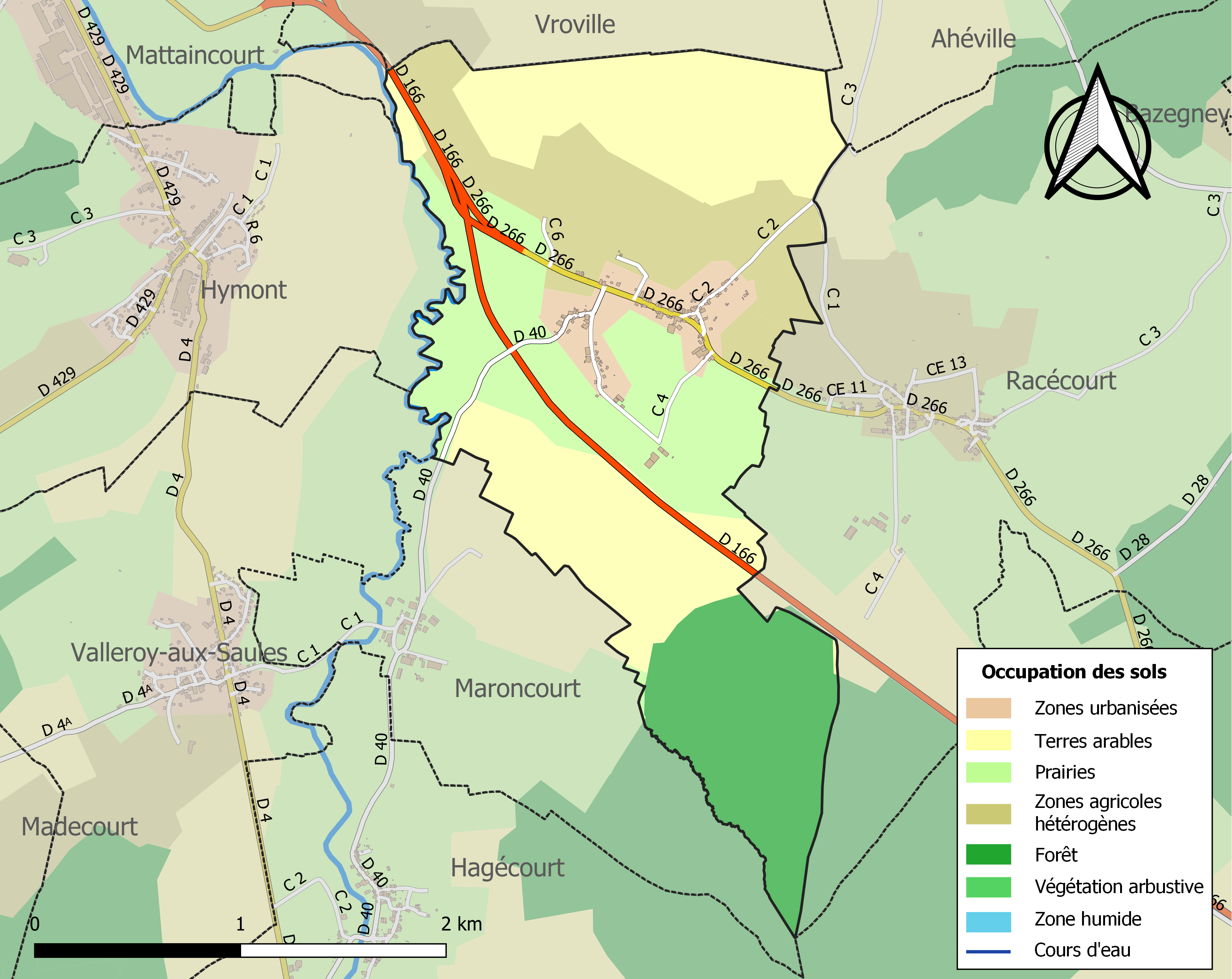
Carte des infrastructures et de l'occupation des sols de la commune en 2018 (CLC).

### Voies de communications et transports

#### Voies routières
- A31 (aussi appelée autoroute de Lorraine-Bourgogne). Échangeur Châtenois.

#### Transports en commun
- Fluo Grand Est.

#### Lignes SNCF
- Gare de Charmes
- Gare de Châtel - Nomexy
- Gare de Thaon

#### Transports aériens
- L'Aéroport d'Épinal-Mirecourt « Vosges Aéroport ».

À partir de l'été 2021, l’aéroport d’Épinal-Mirecourt est devenu le "pélicandrome" de la Zone Est et servira ainsi de base de ravitaillement et d’intervention pour les avions bombardiers d’eau connus sous le nom de Dash 8.

## Toponymie
Velotte est attesté sous les formes Vilete (1193), ; Villatte (1317) ; Villetes (1318) ; Velattes (1318) ; Vilates, Velates ; Velattes (XIVe siècle) ; Vellette, Velotte (1436) ; Vellette (1511) ; Vellotte (1570) ; Villotte (1594) ; Velottes (an II).

De l'oil local velle « village » et du suffixe diminutif -otte. 
Tatignécourt est attesté sous les formes Thanteneycourt (1276) ; Tantygneycours (1295) ; Tantegneicours (1295) ; Tantinecours (1298) ; Tantygneicourt (1308) ; Tanteneycourt (1317) ; Tantigneicort (XIVe siècle) ; Tantyneycourt (1440) ; Tategniecourt (1457) ; Tantegniecourt (1471) ; Tantegnecourt (1491) ; Tantignecourt (1545) ; Tatigniecourt (1570) ; Tatignecourt (1582) ; Tattignecourt (1594) ; Tathignecourt (XVIe siècle) ; Tattegniecourt (1613) ; Tettignecour (1656) ; Tatignecour (XVIIIe siècle).

La première mention de Tatignécourt (Thanteneycourt) remonterait à 1276, mais le toponyme en -court indique que Tatignécourt est certainement apparu lors de la vague de peuplement entre le VIIe siècle et le IXe siècle ap. J.-C. (Paul Marichal 1941).

## Histoire
En 1790, Velotte fait déjà partie du canton de Dompaire mais Tatignécourt de celui de Valfroicourt. Leur fusion date de 1796.
Borne en hommage aux soldats de la 2e division blindée Leclerc, Serment de Koufra, héros de la libération.

## Politique et administration

### Découpage territorial
Par arrêté préfectoral du 15 septembre 2023, la commune est retirée le 1er janvier 2024 de l'arrondissement d'Épinal et rattachée à l'arrondissement de Neufchâteau.

### Liste des maires
| Période                                  | Période                       | Identité                   | Étiquette | Qualité                                                |
| ---------------------------------------- | ----------------------------- | -------------------------- | --------- | ------------------------------------------------------ |
| Les données manquantes sont à compléter. |                               |                            |           |                                                        |
|                                          |                               | Laurent Tallotte           |           | Rentier                                                |
|                                          |                               | François-Nicolas Tallotte  |           | Rentier                                                |
| 1911                                     | 1919                          | Victor Noël                |           |                                                        |
| 1935                                     | 1940                          | Gaston Vicq                |           |                                                        |
| 1940                                     | 1941                          | René Florence              |           |                                                        |
| 1941                                     | 1953                          | Léon Bastien               |           |                                                        |
| 1953                                     | 1967                          | Pierre Forquin             |           |                                                        |
| 1967                                     | mars 1989                     | Gaston Bastien             |           |                                                        |
| mars 1989                                | juillet 2013                  | Jean Lombard (1948-2013)   |           | Agent-chef de service Décède au cours de son 5e mandat |
| septembre 2013                           | En cours (au 18 février 2015) | Jean-Luc Huel (né en 1961) |           | Gérant d'entreprise                                    |

### Budget et fiscalité 2023
En 2023, le budget de la commune était constitué ainsi :
- total des produits de fonctionnement : 168 000 €, soit 1 037 € par habitant ;
- total des charges de fonctionnement : 148 000 €, soit 914 € par habitant ;
- total des ressources d'investissement : 35 000 €, soit 213 € par habitant ;
- total des emplois d'investissement : 51 000 €, soit 313 € par habitant ;
- endettement : 298 000 €, soit 1 837 € par habitant.

Avec les taux de fiscalité suivants :
- taxe d'habitation : 20,22 % ;
- taxe foncière sur les propriétés bâties : 36,68 % ;
- taxe foncière sur les propriétés non bâties : 14,98 % ;
- taxe additionnelle à la taxe foncière sur les propriétés non bâties : 0,00 % ;
- cotisation foncière des entreprises : 0,00 %.

Chiffres clés Revenus et pauvreté des ménages en 2021 : médiane en 2021 du revenu disponible, par unité de consommation : 22 270 €.

## Économie

### Entreprises et commerces

#### Commerces
- Commerces et services de proximité[35].

## Population et société

### Démographie

#### Pyramide des âges
L'évolution du nombre d'habitants est connue à travers les recensements de la population effectués dans la commune depuis 1793. Pour les communes de moins de 10 000 habitants, une enquête de recensement portant sur toute la population est réalisée tous les cinq ans, les populations de référence des années intermédiaires étant quant à elles estimées par interpolation ou extrapolation. Pour la commune, le premier recensement exhaustif entrant dans le cadre du nouveau dispositif a été réalisé en 2008.

En 2022, la commune comptait 159 habitants, en évolution de +1,92 % par rapport à 2016 (Vosges : −2,96 %, France hors Mayotte : +2,11 %).
| 1793 | 1800 | 1806 | 1821 | 1831 | 1836 | 1841 | 1846 | 1856 |
| ---- | ---- | ---- | ---- | ---- | ---- | ---- | ---- | ---- |
| 167  | 248  | 266  | 275  | 273  | 289  | 308  | 315  | 282  |

| 1861 | 1866 | 1876 | 1881 | 1886 | 1891 | 1896 | 1901 | 1906 |
| ---- | ---- | ---- | ---- | ---- | ---- | ---- | ---- | ---- |
| 274  | 281  | 278  | 304  | 300  | 283  | 261  | 248  | 227  |

| 1911 | 1921 | 1926 | 1931 | 1936 | 1946 | 1954 | 1962 | 1968 |
| ---- | ---- | ---- | ---- | ---- | ---- | ---- | ---- | ---- |
| 188  | 163  | 167  | 159  | 146  | 159  | 162  | 164  | 164  |

| 1975 | 1982 | 1990 | 1999 | 2006 | 2008 | 2013 | 2018 | 2022 |
| ---- | ---- | ---- | ---- | ---- | ---- | ---- | ---- | ---- |
| 152  | 146  | 152  | 148  | 161  | 165  | 149  | 161  | 159  |

### Enseignement
Établissements d'enseignements :
- Écoles maternelles et primaires à Hymont, Mattaincourt, Dompaire, Mirecourt.
- Collèges à Mirecourt, Dompaire, Charmes, Thaon-les-Vosges, Châtel-sur-Moselle.
- Lycées à Mirecourt, Harol, Thaon-les-Vosges, Mandres-sur-Vair.

### Santé
Professionnels et établissements de santé :
- Médecins à Mattaincourt, Mirecourt, Dompaire, Damas-et-Bettegney, Remoncourt, Lerrain, Charmes.
- Pharmacies à Mattaincourt, Mirecourt, Dompaire, Remoncourt, Lerrain, Charmes.
- Hôpitaux à Mattaincourt, Mirecourt, Ville-sur-Illon.

### Cultes
- Culte catholique, Paroisse Saint-Pierre-Fourier[42], Diocèse de Saint-Dié.

## Culture locale et patrimoine

### Lieux et monuments

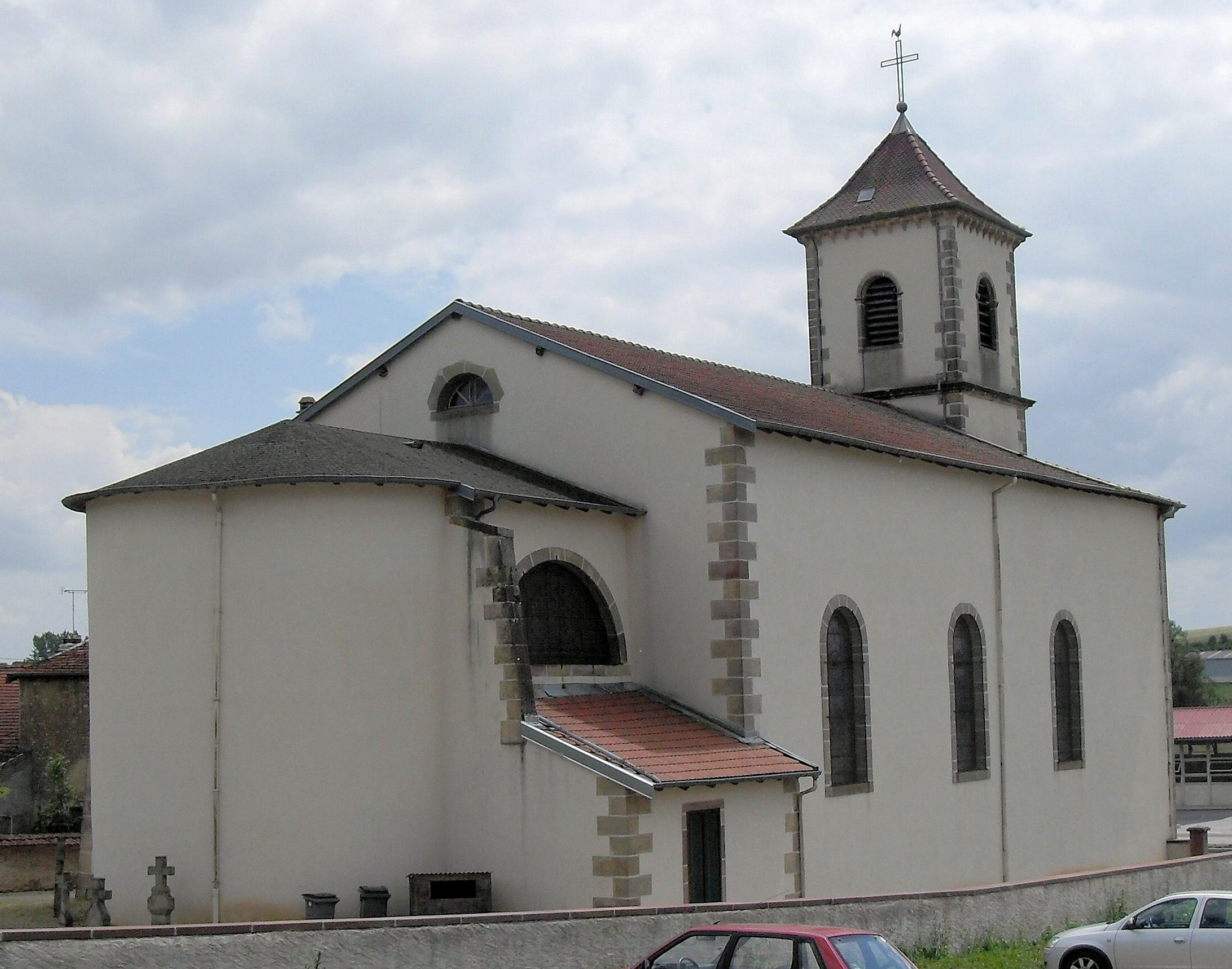
L'église Saint-Philippe.

- L’église, dédiée à saint Philippe, a été construite en 1845[43].

Vitraux de Georges Janin.
- Une source d'eau ferrugineuse, appelée « la Bonne Fontaine »[45].
- Patrimoine rural recensé par le service régional de l'Inventaire général du patrimoine culturel[46].

Trois lavoirs restaurés.
Une pompe à godet.
- Monument aux morts[47].

### Héraldique
| Blason | Blasonnement : D'azur à la chouette contournée d'argent perchée sur une branche de sapin de sinople. Commentaires : les habitants de Velotte avaient le sobriquet de « Chouettes ». La branche de sapin symbolise les Vosges et le bleu du champ évoque les deux cours d'eau, la Gitte et le Madon. |

## Pour approfondir